# Wierre-Effroy
Wierre-Effroy est une commune française située dans le département du Pas-de-Calais en région Hauts-de-France.
La commune fait partie de la communauté de communes de la Terre des Deux Caps qui regroupe 21 communes et compte 22 332 habitants en 2021.
Le territoire de la commune est situé dans le parc naturel régional des Caps et Marais d'Opale.

## Géographie

### Localisation
Localisée dans l’ouest du département du Pas-de-Calais, Wierre-Effroy est une commune drainée par la Slack et située, à vol d'oiseau, à 5 km au sud-est de la commune de Marquise, à 9 km des plages de la Côte d'Opale et à 11 km au nord-est de la commune de Boulogne-sur-Mer (aire d'attraction et chef-lieu d'arrondissement
).
Le territoire de la commune est limitrophe de ceux de neuf communes.
Les communes limitrophes sont Belle-et-Houllefort, Conteville-lès-Boulogne, Maninghen-Henne, Marquise, Offrethun, Pernes-lès-Boulogne, Pittefaux, Rety et Rinxent.

### Géologie et relief
La superficie de la commune est de 18,91 km2 ; son altitude varie de 14  à   96 mètres.

### Hydrographie
Le territoire de la commune est situé dans le bassin Artois-Picardie.
La commune est traversée par quatre cours d'eau :
- le petit fleuve côtier, la Slack, cours d'eau naturel de 22 km, qui prend sa source dans la commune de Hermelinghen et qui se jette dans la Manche au sud d'Ambleteuse[4] ;
- le Wimereux, qui passe au nord de la commune, cours d'eau naturel 22 km, qui prend sa source dans la commune de Colembert et se jette dans la Manche à Wimereux[5] ;
- le ruisseau de Grigny, cours d'eau naturel de 8 km, qui prend sa source dans la commune de Boursin et se jette dans le Wimereux au niveau de la commune de Belle-et-Houllefort[6] ;
- le ruisseau de Quelles, d'une longueur de 5,37 km[7].

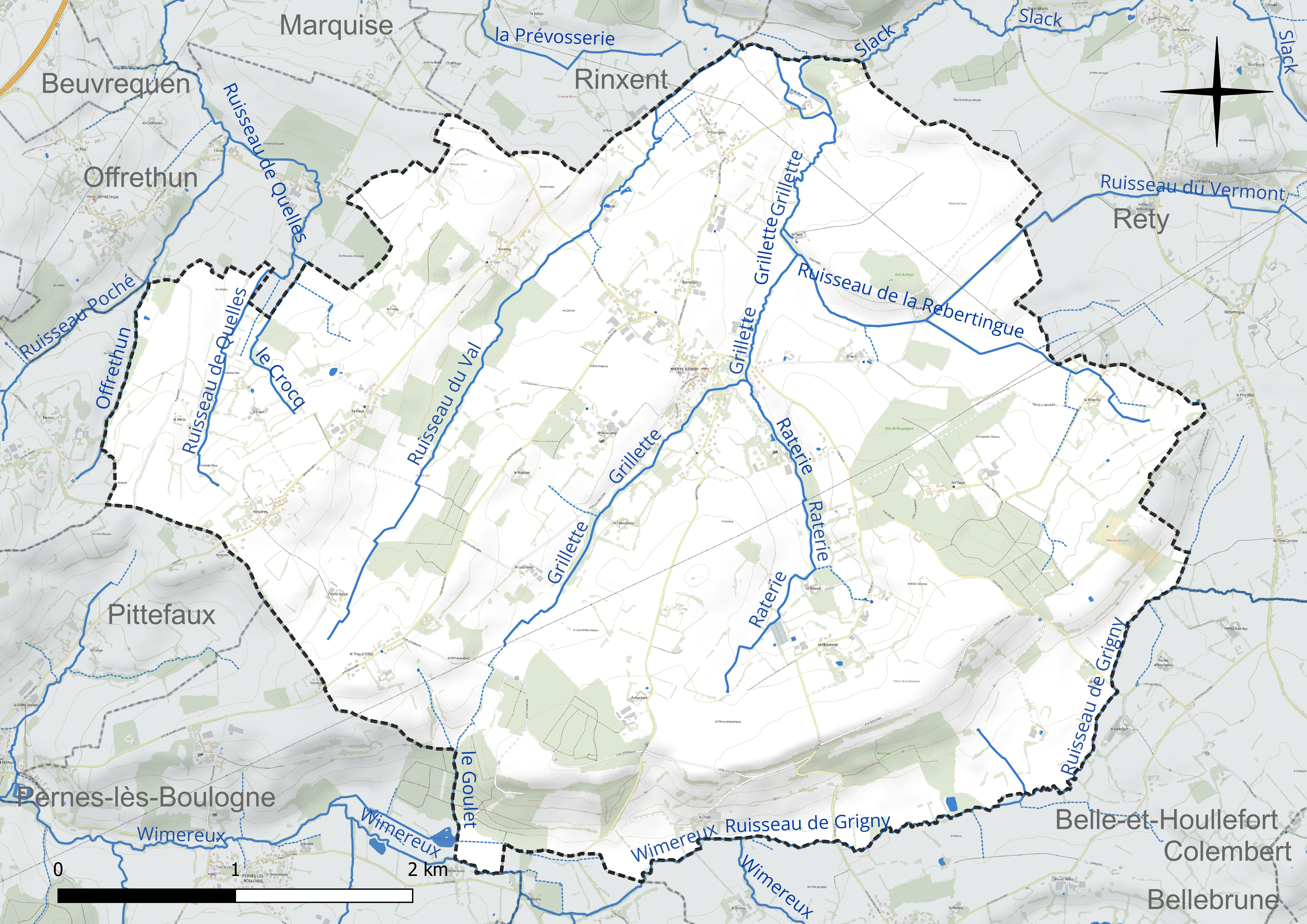
Réseau hydrographique de Wierre-Effroy.

### Climat
Pour des articles plus généraux, voir Climat des Hauts-de-France et Climat du Nord-Pas-de-Calais.
En 2010, le climat de la commune est de type climat océanique franc, selon une étude du CNRS s'appuyant sur une série de données couvrant la période 1971-2000. En 2020, Météo-France publie une typologie des climats de la France métropolitaine dans laquelle la commune est exposée à un climat océanique et est dans la région climatique Côtes de la Manche orientale, caractérisée par un faible ensoleillement (1 550 h/an) ; forte humidité de l’air (plus de 20 h/jour avec humidité relative > 80 % en hiver), vents forts fréquents.
Pour la période 1971-2000, la température annuelle moyenne est de 10,4 °C, avec une amplitude thermique annuelle de 13,1 °C. Le cumul annuel moyen de précipitations est de 883 mm, avec 12,9 jours de précipitations en janvier et 7,9 jours en juillet. Pour la période 1991-2020, la température moyenne annuelle observée sur la station météorologique la plus proche, située sur la commune de Boulogne-sur-Mer à 10 km à vol d'oiseau, est de 11,2 °C et le cumul annuel moyen de précipitations est de 824,5 mm,. Pour l'avenir, les paramètres climatiques de la commune estimés pour 2050 selon différents scénarios d'émission de gaz à effet de serre sont consultables sur un site dédié publié par Météo-France en novembre 2022.

### Paysages
Pour un article plus général, voir Paysage en France.
La commune s'inscrit dans le « paysage boulonnais » tel que défini dans l’atlas de paysages de la région Nord-Pas-de-Calais, conçu par la direction régionale de l'Environnement, de l'Aménagement et du Logement (DREAL),.
Ce paysage qui concerne 66 communes, se délimite : au Nord, par les paysages des coteaux calaisiens et du Pays de Licques, à l’Est, par le paysage du Haut pays d’Artois, et au Sud, par les paysages Montreuillois.
Le « paysage boulonnais », constitué d'une boutonnière bordée d’une cuesta définissant un pays d’enclosure, est essentiellement un paysage bocager composé de 47 % de son sol en herbe ou en forêt et de 31 % en herbage, avec, dans le sud et l’est, trois grandes forêts, celle de Boulogne, d’Hardelot et de Desvres et, au nord, le bassin de carrière avec l'extraction de la pierre de Marquise depuis le Moyen Âge et de la pierre marbrière dont l'extraction s'est développée au XIXe siècle.
La boutonnière est formée de trois ensembles écopaysagers : le plateau calcaire d’Artois qui forme le haut Boulonnais, la boutonnière qui forme la cuvette du bas Boulonnais et la cuesta formée d’escarpements calcaires.
Dans ce paysage, on distingue trois entités : 
- les vastes champs ouverts du Haut Boulonnais ;
- le bocage humide dans le Bas Boulonnais ;
- la couronne de la cuesta avec son dénivelé important et son caractère boisé[15].

### Milieux naturels et biodiversité

#### Espace protégé et géré
La protection réglementaire est le mode d’intervention le plus fort pour préserver des espaces naturels remarquables et leur biodiversité associée.
Dans ce cadre, la commune fait partie d'un espace protégé : le parc naturel régional des Caps et Marais d'Opale, d’une superficie de 132 499 hectares réparties sur 154 communes, géré par le syndicat mixte d'aménagement et de gestion du parc naturel régional des Caps et Marais d'Opale.

#### Zones naturelles d'intérêt écologique, faunistique et floristique
L’inventaire des zones naturelles d'intérêt écologique, faunistique et floristique (ZNIEFF) a pour objectif de réaliser une couverture des zones les plus intéressantes sur le plan écologique, essentiellement dans la perspective d’améliorer la connaissance du patrimoine naturel national et de fournir aux différents décideurs un outil d’aide à la prise en compte de l’environnement dans l’aménagement du territoire.
Le territoire communal comprend deux ZNIEFF de type 1 :
- la vallée du Wimereux entre Wimille et Belle-et-Houllefort. Cette partie de la vallée du Wimereux, située au nord de la RN 42, en marge de la cuvette du bas Boulonnais, marque les limites entre les terrains jurassiques et le bassin calcaire de Marquise-Rinxent[18] ;
- la vallée de la Slack entre Rinxent et Rety, d’une superficie de 541 hectares et d'une altitude variant de 12  à   45 mètres. Cette ZNIEFF correspond à un complexe de prairies pâturées, de cultures intensives et de quelques bois[19].

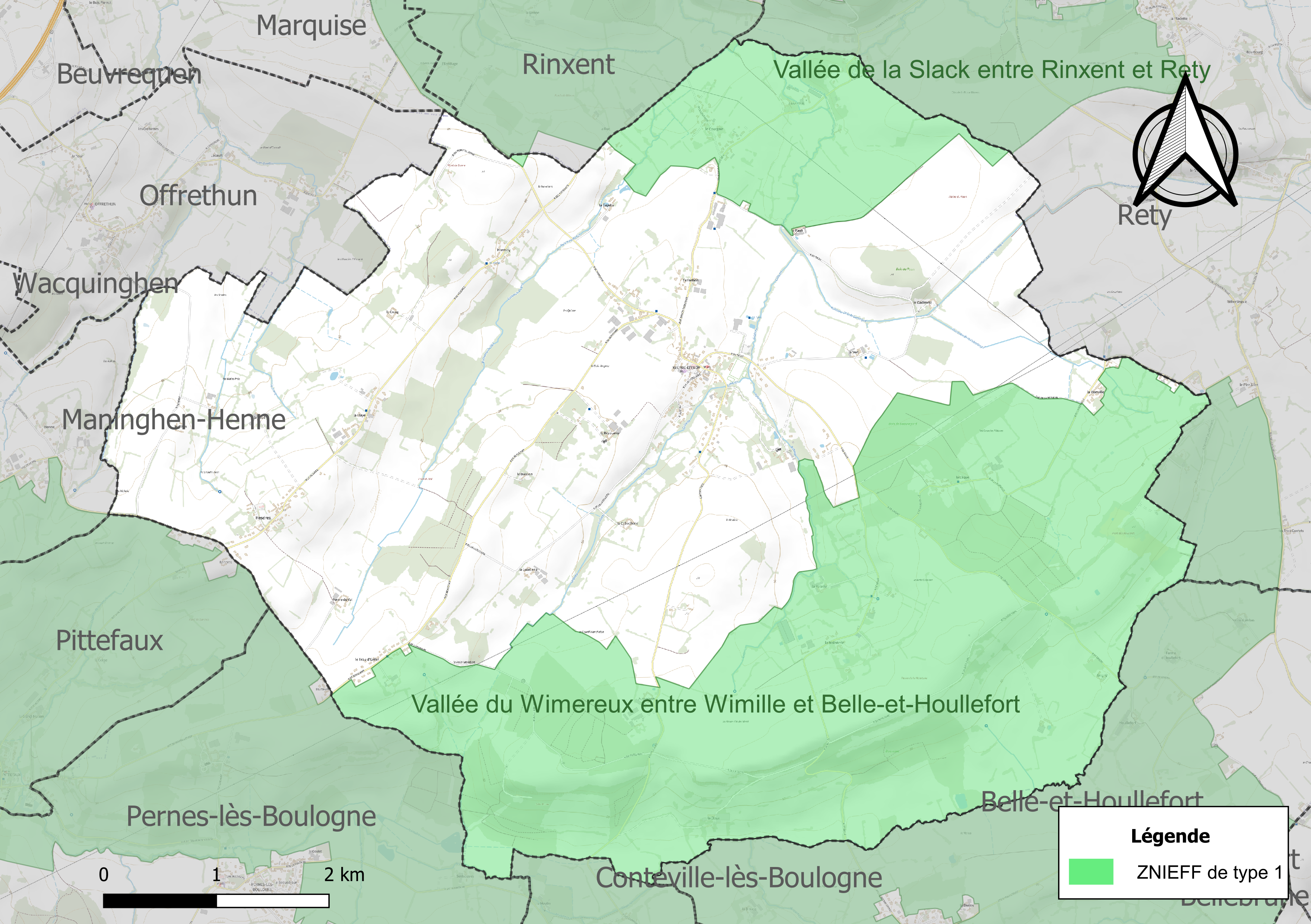
Carte des ZNIEFF sur la commune.

## Urbanisme

### Typologie
Au 1er janvier 2024, Wierre-Effroy est catégorisée commune rurale à habitat dispersé, selon la nouvelle grille communale de densité à sept niveaux définie par l'Insee en 2022.
Elle est située hors unité urbaine. Par ailleurs la commune fait partie de l'aire d'attraction de Boulogne-sur-Mer, dont elle est une commune de la couronne,. Cette aire, qui regroupe 80 communes, est catégorisée dans les aires de 50 000 à moins de 200 000 habitants,.

### Occupation des sols
L'occupation des sols de la commune, telle qu'elle ressort de la base de données européenne d’occupation biophysique des sols Corine Land Cover (CLC), est marquée par l'importance des territoires agricoles (92,7 % en 2018), en diminution par rapport à 1990 (94,9 %). La répartition détaillée en 2018 est la suivante : 
terres arables (46 %), prairies (38,8 %), zones agricoles hétérogènes (7,9 %), forêts (5,6 %), zones urbanisées (1,7 %). L'évolution de l’occupation des sols de la commune et de ses infrastructures peut être observée sur les différentes représentations cartographiques du territoire : la carte de Cassini (XVIIIe siècle), la carte d'état-major (1820-1866) et les cartes ou photos aériennes de l'IGN pour la période actuelle (1950 à aujourd'hui).

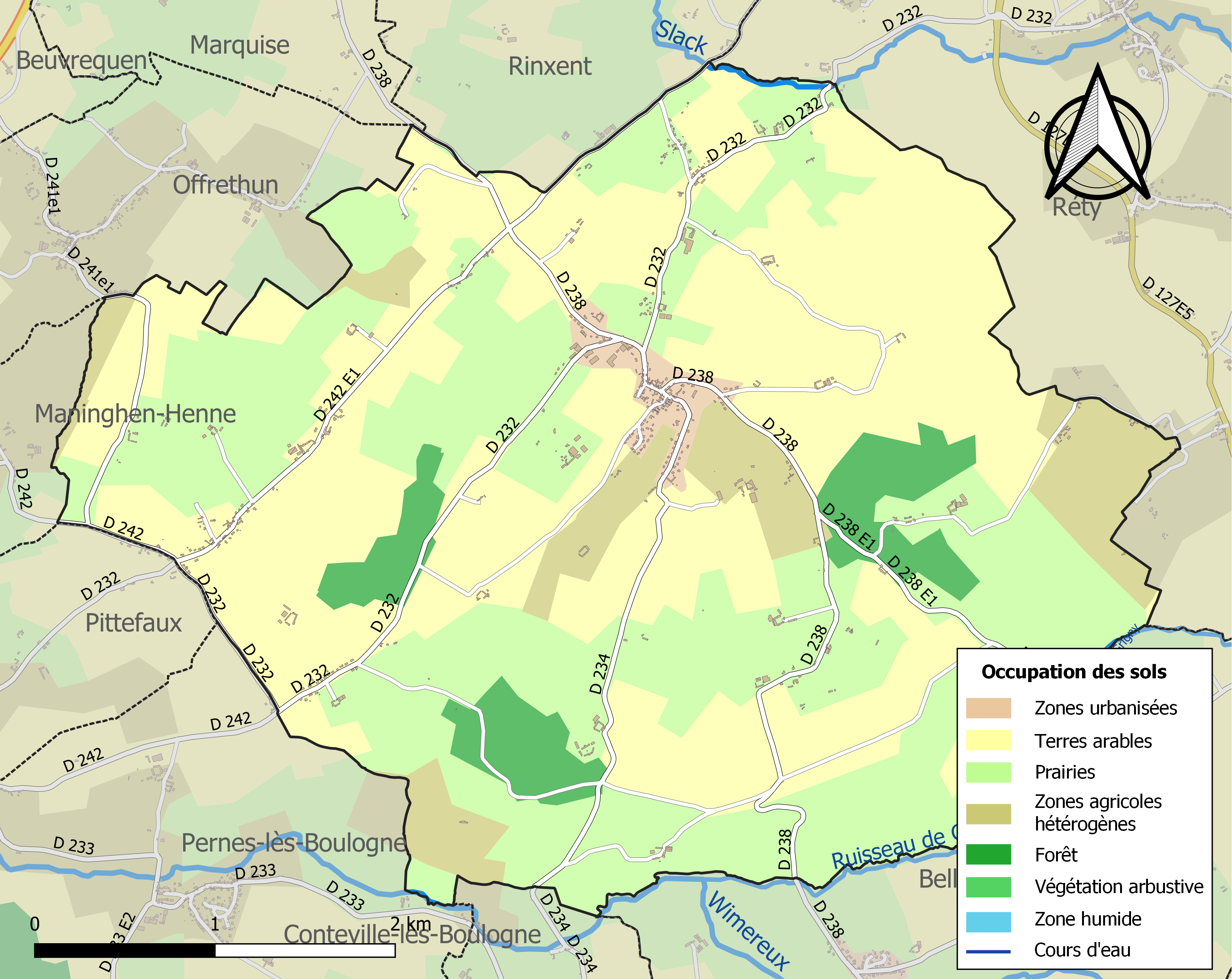
Carte des infrastructures et de l'occupation des sols de la commune en 2018 (CLC).

## Toponymie
Wierre-Effroy est attesté sous les formes : Villeria (668), Wilere (857), Wileria, Vuilere et Vuilerae (867), Wilra (1084), Vilra (1142), Welra (1157), Wirra (1184), Willre (1190), Wilra et Wisofra (1208), Wilera (1224), Vuarchainfridus (1268), Wilre (1286), Wirre (1297), Wierre-le-Haimfroy (1393), Wierhoffoy (1507), Vierra Hainfridi (vers 1512), Viere-le-Hainfroy (vers 1525), Wierre-le-Héfroy (1550), Huierre-Heffroy et Wierre-Hainfroy (1553), Wierre-Effroy (1559), Wierre-Houfroy (1566), Wierre-Heffroy (1677), Wyerre Effroy (1793), Wierre-Effroy (depuis 1801).

Comme pour Wierre-au-Bois, Ernest Nègre avance comme origine le bas-latin villare « domaine rural », devenu villier (wilre étant une graphie germanique de viller) avec -l palatal et -er prononcé -erre donnant *viyerre écrit Wierre. Effroy, qui apparaît en 1268 avec Vuarch-ainfridus, serait la désinence française du nom d'Effrid, comte d'Hesdin et seigneur de Wierre à la fin du IXe siècle, qui y fonda un monastère.
Le hameau d'Autembert est attesté sous les formes : Hetenesberg (826), Etenasberg (857), Hedenesberg (961), Hautembercq (1566), Hautenbert (XVIIIe siècle).
Viendrait de l'anthroponyme germanique Hetenus suivi de -berg « mont », donnant le « mont d'Hetenus ».

## Histoire
Des vestiges d’un bâtiment des IIe et IIIe siècles ainsi que de ce qui pourrait avoir été une forge ont été découverts en 2014 au lieu-dit Plaine des Coutures, lors de fouilles archéologiques préventives.
Au XIXe siècle, lors de la mise en place de drains, des sépultures contenant des vases en terre et des objets en bronze ont été découvertes. Les objets ont été déposés au musée de Boulogne-sur-Mer.
Wierre-Effroy est déjà connue à la fin du IXe siècle, où Effrid, 5e comte d'Hesdin et seigneur de Wierre, y fonde un monastère qui sera détruit lors du pillage de la région par les Normands en 882.
Ce village est la patrie de sainte Godelieve de Gistel (ou en français Godeleine de Gistel).
À Autembert, hameau de la commune, s'élevait en 1868-1869, une motte, vestige d'un ancien château féodal.
Après 1237, le titulaire de la seigneurie de La Gonfalonnerie à Londefort, sur le territoire actuel de Wierre-Effroy, est un des quatre pairs héréditaires du comté de Boulogne, il assure la fonction de gonfalonnier.
Le village fut épargné de la guerre de Cent Ans mais pas de la peste qui fit des dizaines de morts.
Entre 1790 et 1794, Wierre-Effroy absorbe la commune voisine d'Hesdres.
Pendant la Première Guerre mondiale, le village fut épargné par la guerre.
Pendant la Seconde Guerre mondiale, lors de la bataille de France, le 23 mai 1940, l'aviateur britannique Paul Klipsch (1916-1940) et son Spitfire sont abattus par un Me 110 allemand et s'écrasent dans un champ au sud-est de Wierre-Effroy lors de son premier et dernier vol. Une excavation fut organisée en 2000 par l'équipe de l'émission de télévision britannique Time Team.
Dans les années 1990, les frères Joachim et Antoine Bernard y fondent la fromagerie Sainte-Godeleine. Ils y créent notamment le Sablé de Wissant, le 62 et la Fleur d'Audresselles,.

## Politique et administration

### Découpage territorial
La commune se trouve dans l'arrondissement de Boulogne-sur-Mer du département du Pas-de-Calais.

#### Commune et intercommunalités
La commune est membre de la communauté de communes de la Terre des Deux Caps.

#### Circonscriptions administratives
La commune est rattachée au canton de Desvres.

#### Circonscriptions électorales
Pour l'élection des députés, la commune fait partie de la sixième circonscription du Pas-de-Calais.

### Élections municipales et communautaires

#### Liste des maires
Maire en 1868 : Mr. Duflos.
| Période                                  | Période                     | Identité               | Étiquette | Qualité                                                                           |
| ---------------------------------------- | --------------------------- | ---------------------- | --------- | --------------------------------------------------------------------------------- |
| Les données manquantes sont à compléter. |                             |                        |           |                                                                                   |
| an III                                   | an IV                       | Charles Courtois       |           |                                                                                   |
| an VIII                                  | 1811                        | Antoine Bruno Lemaître |           |                                                                                   |
| 1812                                     | 1829                        | François Hubert Duflos |           |                                                                                   |
| Les données manquantes sont à compléter. |                             |                        |           |                                                                                   |
| mars 2001                                | 2006                        | Michel Louvet          |           |                                                                                   |
| 2006                                     | En cours (au 14 avril 2022) | Jean-Pierre Louvet     |           | Gérant de société Réélu pour le mandat 2014-2020, Réélu pour le mandat 2020-2026, |

## Population et société

### Démographie

#### Évolution démographique
L'évolution du nombre d'habitants est connue à travers les recensements de la population effectués dans la commune depuis 1793. Pour les communes de moins de 10 000 habitants, une enquête de recensement portant sur toute la population est réalisée tous les cinq ans, les populations de référence des années intermédiaires étant quant à elles estimées par interpolation ou extrapolation. Pour la commune, le premier recensement exhaustif entrant dans le cadre du nouveau dispositif a été réalisé en 2007.

En 2022, la commune comptait 845 habitants, en évolution de +1,93 % par rapport à 2016 (Pas-de-Calais : −0,72 %, France hors Mayotte : +2,11 %).
| 1793 | 1800 | 1806 | 1821 | 1831 | 1836 | 1841 | 1846 | 1851 |
| ---- | ---- | ---- | ---- | ---- | ---- | ---- | ---- | ---- |
| 629  | 551  | 597  | 634  | 658  | 702  | 740  | 763  | 781  |

| 1856 | 1861 | 1866 | 1872 | 1876 | 1881 | 1886 | 1891 | 1896 |
| ---- | ---- | ---- | ---- | ---- | ---- | ---- | ---- | ---- |
| 783  | 802  | 785  | 752  | 702  | 731  | 708  | 674  | 716  |

| 1901 | 1906 | 1911 | 1921 | 1926 | 1931 | 1936 | 1946 | 1954 |
| ---- | ---- | ---- | ---- | ---- | ---- | ---- | ---- | ---- |
| 680  | 677  | 677  | 678  | 667  | 679  | 688  | 655  | 623  |

| 1962 | 1968 | 1975 | 1982 | 1990 | 1999 | 2006 | 2007 | 2012 |
| ---- | ---- | ---- | ---- | ---- | ---- | ---- | ---- | ---- |
| 629  | 664  | 569  | 619  | 707  | 747  | 777  | 782  | 775  |

| 2017 | 2022 | - | - | - | - | - | - | - |
| ---- | ---- | - | - | - | - | - | - | - |
| 857  | 845  | - | - | - | - | - | - | - |

#### Pyramide des âges
En 2018, le taux de personnes d'un âge inférieur à 30 ans s'élève à 32,9 %, soit en dessous de la moyenne départementale (36,7 %). À l'inverse, le taux de personnes d'âge supérieur à 60 ans est de 26,7 % la même année, alors qu'il est de 24,9 % au niveau départemental.
En 2018, la commune comptait 445 hommes pour 418 femmes, soit un taux de 51,56 % d'hommes, largement supérieur au taux départemental (48,50 %).
Les pyramides des âges de la commune et du département s'établissent comme suit.
| Hommes | Classe d’âge | Femmes |
| ------ | ------------ | ------ |
| 0,7    | 90 ou +      | 0,7    |
| 6,0    | 75-89 ans    | 8,6    |
| 16,7   | 60-74 ans    | 20,7   |
| 25,2   | 45-59 ans    | 22,4   |
| 17,2   | 30-44 ans    | 16,0   |
| 15,7   | 15-29 ans    | 14,6   |
| 18,5   | 0-14 ans     | 16,9   |

| Hommes | Classe d’âge | Femmes |
| ------ | ------------ | ------ |
| 0,5    | 90 ou +      | 1,6    |
| 5,6    | 75-89 ans    | 8,9    |
| 16,7   | 60-74 ans    | 18,1   |
| 20,2   | 45-59 ans    | 19,2   |
| 18,9   | 30-44 ans    | 18,1   |
| 18,2   | 15-29 ans    | 16,2   |
| 19,9   | 0-14 ans     | 17,9   |

## Culture locale et patrimoine

### Lieux et monuments

#### Monument historique

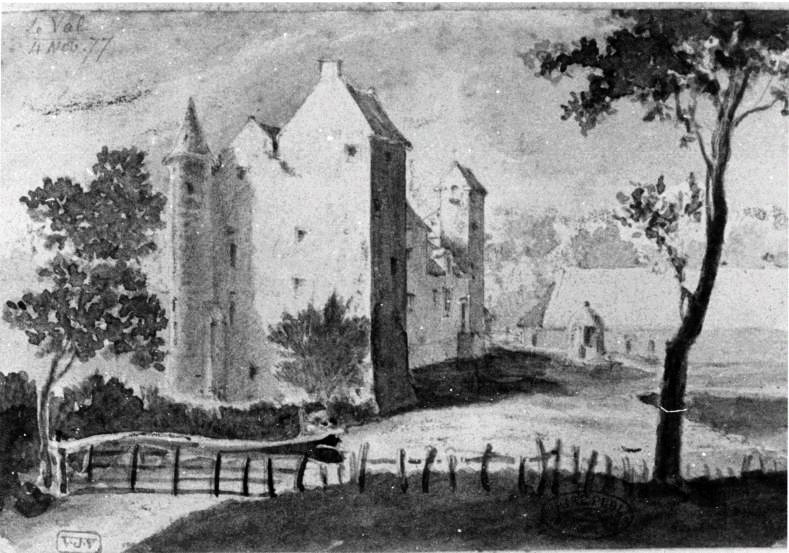
Dessin de la ferme du Val par Vaillant, 1877.

Ferme du Val : inscription par arrêté du 28 octobre 1926.

#### Autres monuments
- L'église Saint-Pierre avec plusieurs objets protégés. Une cuve baptismale datant du XIIe siècle y a été trouvée qui a été achetée en 1838 et transportée au musée de Boulogne[48].
- L'église Saint-Laurent, située dans le hameau de Hesdres, où se trouvent des fonts baptismaux du XIIe siècle[49].
- La chapelle Sainte-Godeleine.

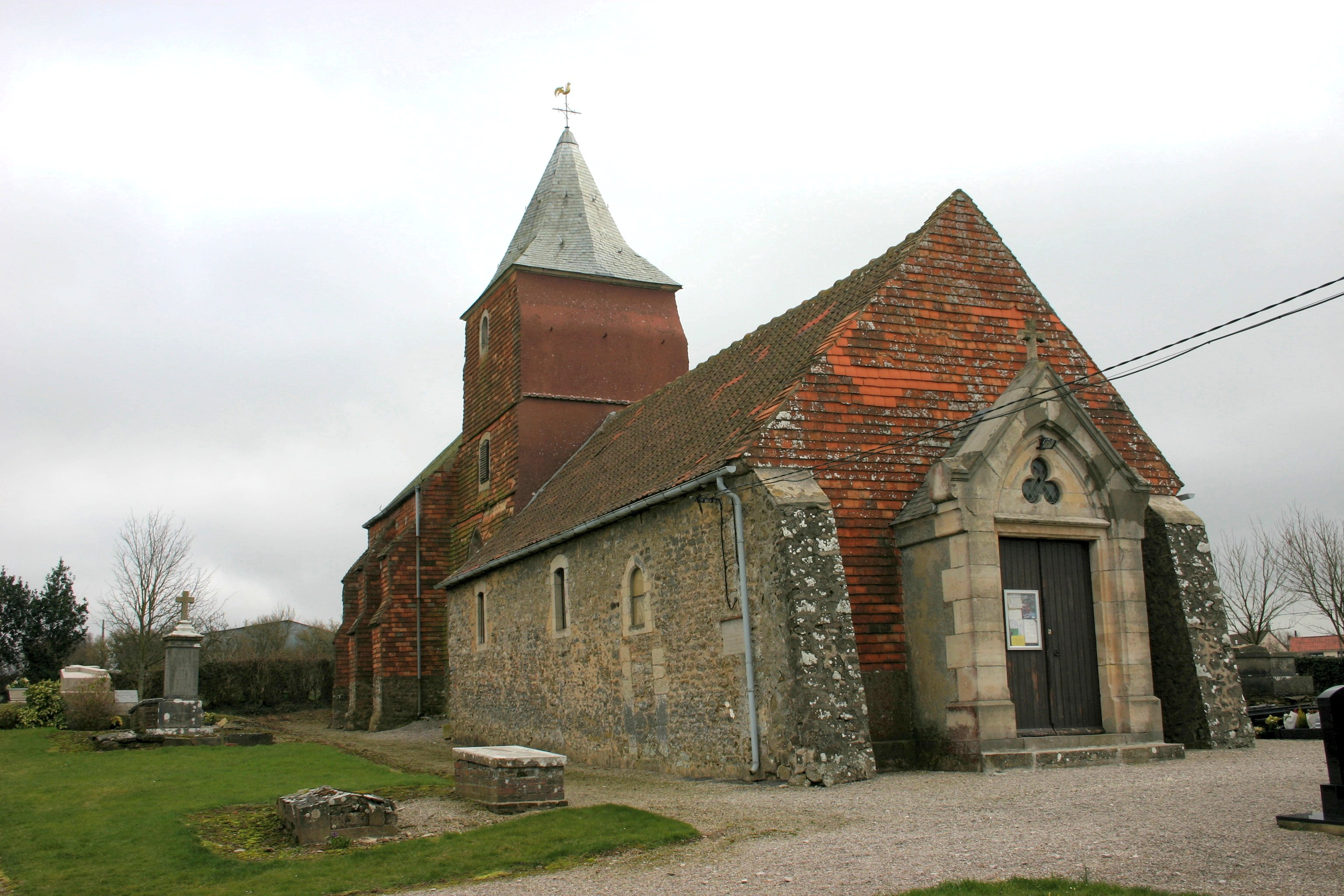
L'église Saint-Laurent.
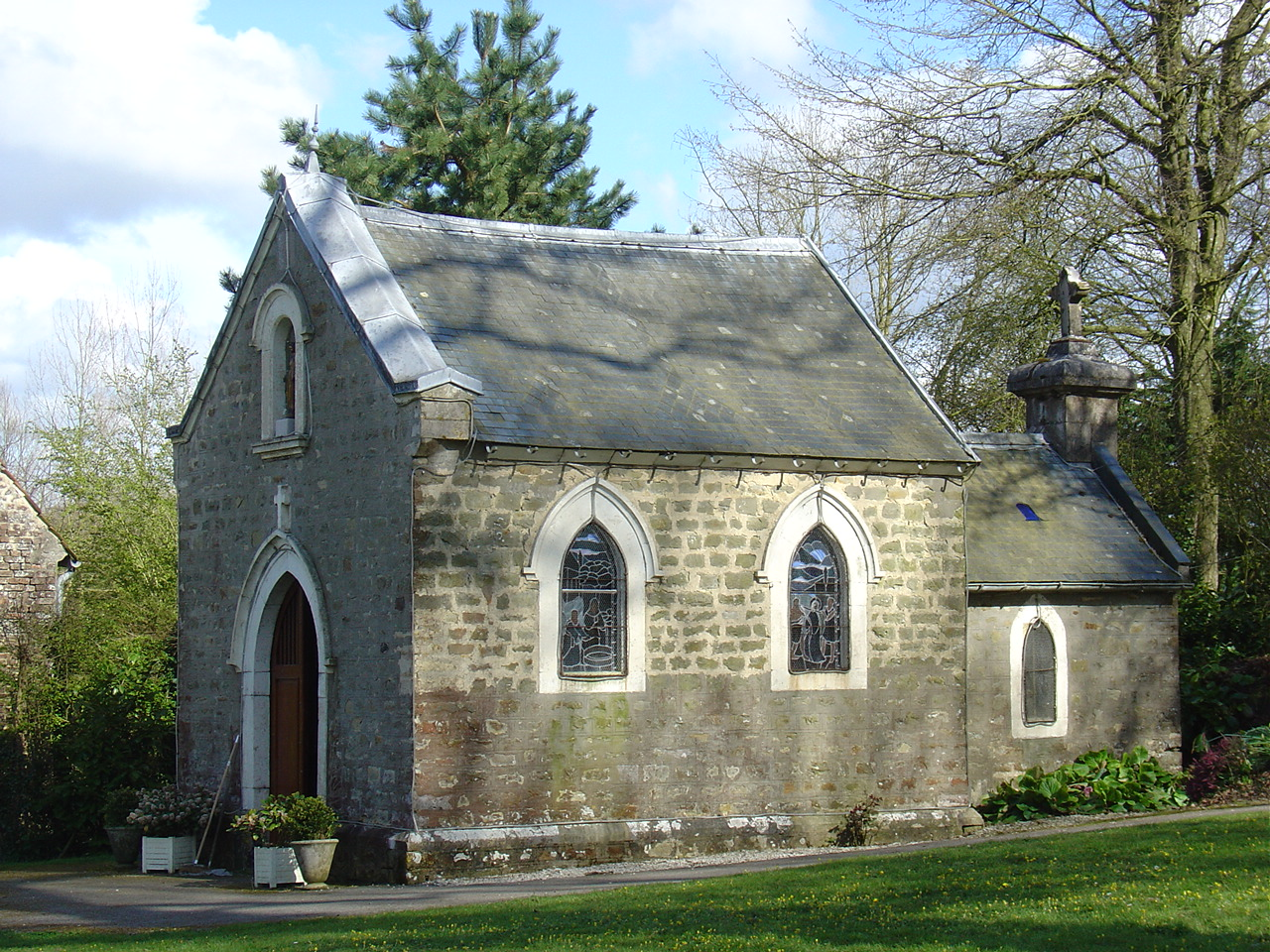
La chapelle Sainte-Godeleine.

### Personnalités liées à la commune
- Sainte Godeleine (1049-1070), appelée aussi Godelieve, sainte et martyre flamande, célébrée le 30 juillet par l'Église catholique[50] et localement le 6 juillet par l'Église orthodoxe[51], est née au château de Londefort (dans l'actuel hameau de Londefort) à Wierre-Effroy.

### Héraldique
| Blason de Wierre-Effroy | Blason  | D'argent à la bande de sable chargée de six losanges d’or posées à plomb.                                                                              |
| Blason de Wierre-Effroy | Détails | Inspiré des armes de la famille de La Pasture (ou La Pâture), qui donna à Wierre d'anciens seigneurs. Le statut officiel du blason reste à déterminer. |

## Pour approfondir